# 広島県道367号中庄重井線
広島県道367号中庄重井線（ひろしまけんどう367ごう なかのしょうしげいせん）は、広島県尾道市を通る一般県道である。

## 概要
尾道市因島中庄町から尾道市因島重井町に至る。
西瀬戸自動車道尾道方面と因島市街中心部を結ぶ道路の一つである。

### 路線データ
- 起点：尾道市因島中庄町（因島北インター（南）交差点、国道317号交点）
- 終点：尾道市因島重井町（重井東西橋交差点、広島県道366号西浦三庄田熊線交点）
- 総延長：3.07 km

## 歴史
- 1960年（昭和35年）10月10日 - 広島県告示第682号により広島県道256号中庄重井線として認定される。
- 1972年（昭和47年）11月1日 - 現行の県道番号に変更される。
- 1983年（昭和58年）12月4日 - 西瀬戸自動車道（瀬戸内しまなみ海道）因島北ICが供用を開始する。
- 2006年（平成18年）1月10日 - 因島市が尾道市に編入されたことにより起終点の地名が変更される。

## 地理

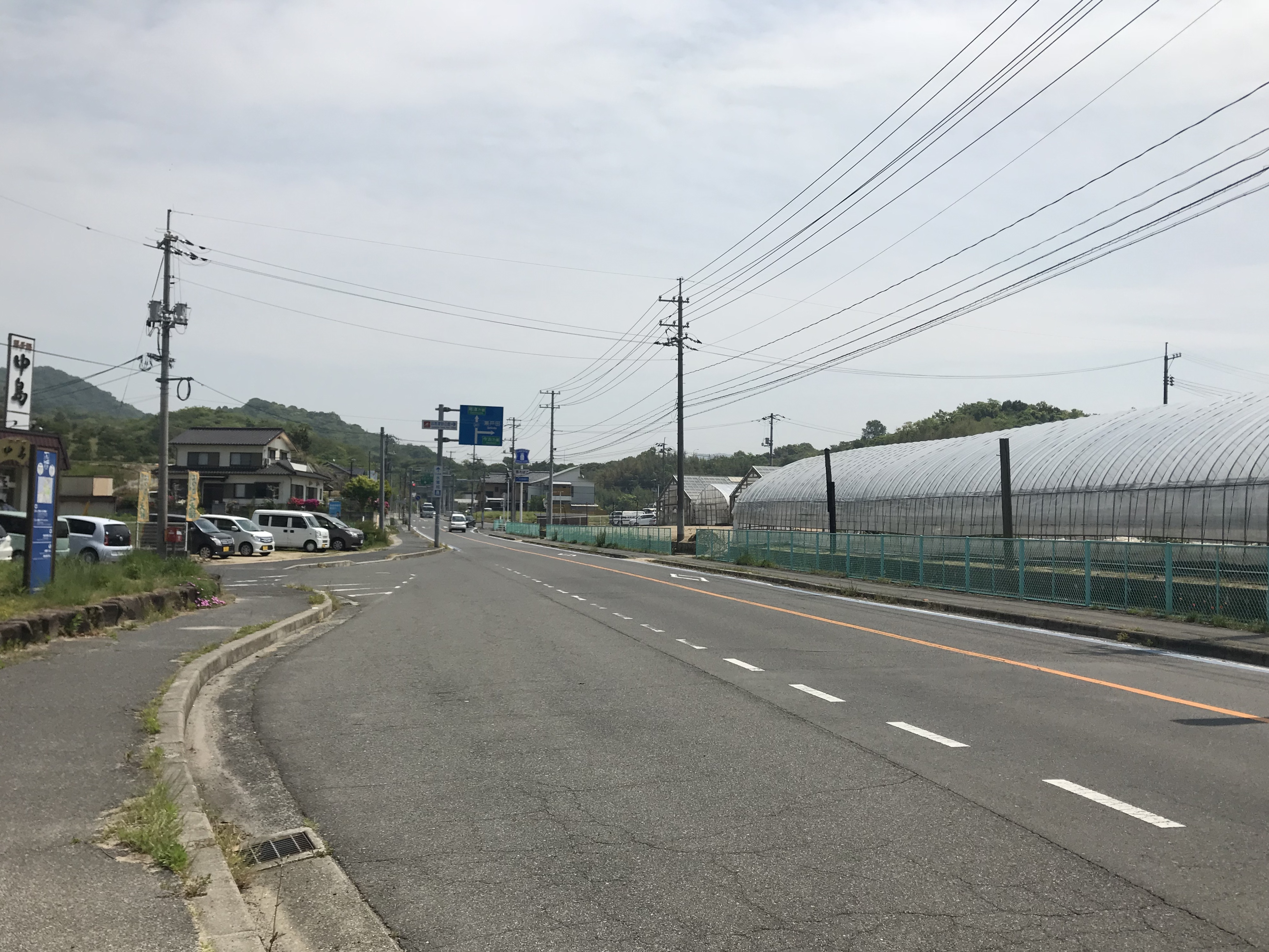
因島重井町・一本松前

### 通過する自治体
- 尾道市

### 交差する道路
| 交差する道路                                         | 交差する場所 | 交差する場所                      |
| ---------------------------------------------------- | ------------ | --------------------------------- |
| 国道317号 広島県道466号向島因島瀬戸田自転車道線 重複 | 因島中庄町   | 因島北インター（南）交差点 / 起点 |
| E76 西瀬戸自動車道 / 瀬戸内しまなみ海道              | 因島中庄町   | 因島北インター交差点 4 因島北IC   |
| 広島県道366号西浦三庄田熊線                          | 因島重井町   | 重井東西橋交差点 / 終点           |

### 沿線
- 因島水軍城
- 尾道市因島フラワーセンター
- 尾道市立重井小学校
- 尾道市役所 重井出張所